# 阿旺莱拉姆吕
阿旺莱拉姆吕（法語：Avant-lès-Ramerupt，法語發音：[avɑ̃ lɛ ʁamʁy]，意为“拉姆吕附近的阿旺”）是法国奥布省的一个市镇，属于特鲁瓦区。

## 地理
阿旺莱拉姆吕（48°26'53"N, 4°17'12"E）面积20.77 平方千米，位于法国大東部大區奥布省，该省份为法国中北部省份，北起马恩省，西接塞纳-马恩省，西南至约讷省，东南至科多尔省，东临上马恩省。
与阿旺莱拉姆吕接壤的市镇（或旧市镇、城区）包括：沙尔蒙苏巴尔比斯、绍德雷、科克卢瓦、隆索勒、梅尼勒莱特尔、奥布河畔诺让、韦里库尔。

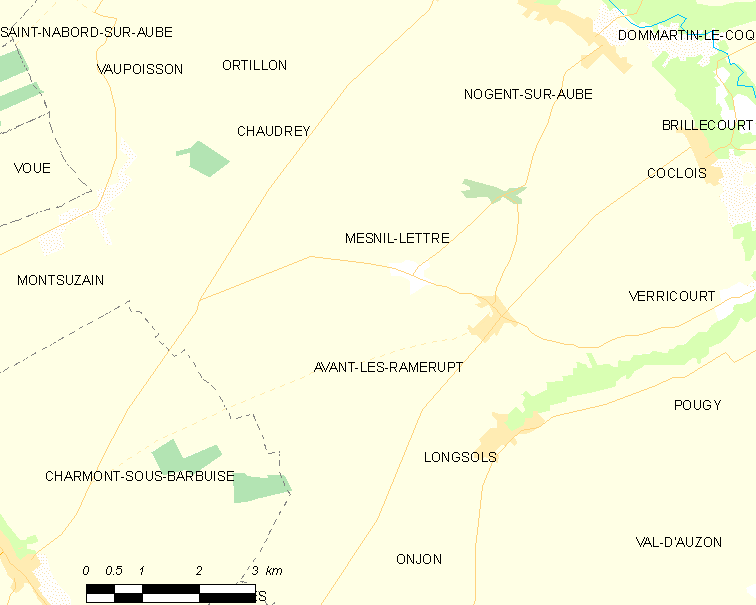
阿旺莱拉姆吕的OSM定位图

阿旺莱拉姆吕的时区为UTC+01:00、UTC+02:00（夏令时）。

## 行政
阿旺莱拉姆吕的邮政编码为10240，INSEE市镇编码为10021。

## 政治
阿旺莱拉姆吕所属的省级选区为奥布河畔阿尔西县。

## 人口

1962-2008年间阿旺莱拉姆吕人口变化图示

阿旺莱拉姆吕于2022年1月1日时的人口数量为156人。